# Leo Sørensen (modstandsmand)
Leo Sørensen (født 1902 på Møn) var en dansk modstandsmand og uddannet civilingeniør.
Efter Danmarks besættelse i 1940 meldte Leo Sørensen sig ind i det politiske parti Dansk Samling, hvor han i nogle år var formand for partiets afdeling i Aarhus.
Leo Sørensen deltog under besættelsen i forskellige modstandsaktiviteter i Aarhus-området. Han ledede blandt andet en sendegruppe for SOE´s radiotelegrafister i området.
Leo Sørensen blev arresteret den 4. juli 1944 og døde i koncentrationslejren Bergen-Belsen den 25. februar 1945.